# Сокол наносит ответный удар
«Сокол наносит ответный удар» (англ. The Falcon Strikes Back) — американский детективный фильм с элементами комедии режиссёра Эдварда Дмитрыка, который вышел на экраны в 1943 году. Это пятый фильм киноцикла о благородном сыщике-любителе по прозвищу Сокол, и второй фильм, в котором заглавную роль сыграл Том Конуэй.
В этом фильме к Соколу обращается привлекательная блондинка Миа Бругер (Рита Кордэй) с просьбой помочь разыскать её брата. Она заманивает Сокола в бар, где тот получает удар по голове, и через некоторое время обнаруживает себя подставленным в краже военных облигаций на крупную сумму. Начиная самостоятельное расследование вместе со своим постоянным помощником Голди Локком (Клифф Эдвардс) и влюблённой в него журналисткой (Джейн Рэндольф), Сокол выходит на таинственный загородный отель, где встречает Мию, которую вскоре убивают. Умело уворачиваясь от преследований инспектора Донована (Клифф Кларк), Сокол вскоре раскрывает банду во главе с известной преступницей по прозвищу Герцогиня (Уинн Гибсон), которая собиралась продать украденные облигации, а также вычисляет маниакального убийцу Смайли Дугана (Эдгар Кеннеди), который из мести намеревался уничтожить членов банды Герцогини, которая ограбила его пять лет назад.
Критик «Нью-Йорк Таймс» посчитал Джорджа Сэндерса, первого исполнителя роли Сокола, более интересным актёром, чем Том Конуэй, а также посетовал на отсутствие саспенса в этой картине. С другой стороны, современные критики единодушно дают фильму позитивные оценки, отмечая его стиль, атмосферу и качественную режиссуру Эдварда Дмитрыка, который вскоре перейдёт на работу с крупными фильмами.

## Сюжет
В Нью-Йорке в своей спальне светский детектив-любитель Том Лоуренс (Том Конуэй), известный как Сокол, лежит в кровати, страдая от похмелья. Через балконную дверь к нему проникает молодая привлекательная иностранка Миа Бругер (Рита Кордэй), которая умоляет его помочь найти её брата, который пропал две недели назад, связавшись с нехорошими людьми. Когда Том никак не реагирует, она направляет на него револьвер, требуя помощи. Тем временем в гостиной появляется журналистка Марша Брук (Джейн Рэндольф), требующая встречи с Томом по поводу обещанной им эксклюзивной истории по недавнему делу об убийстве. В тот момент, когда Том пытается отобрать у Мии пистолет, в комнату заходит Марша. Пока они объясняются, раздаётся выстрел, и Миа теряет сознание, а Марша уходит. В комнату вбегают помощник Сокола Голди Локк (Клифф Эдвардс) и слуга Джерри (Ричард Лу). Том приводит Мию в чувства, после чего предлагает пройти в коктейль-бар, где она последний раз видела своего брата. Оставив Мию в машине, Том направляется в бар, обращаясь к бармену по поводу Френсиса Бругера. Затем заходит Мия, движением головы указывая, где надо посмотреть. Том направляется к музыкальному автомату, а затем заходит за занавеску, где получает удар по голове и теряет сознание.
Некоторое время спустя, Том приходит в себя на заднем сиденье своей машины, которая стоит на окраине леса. По пути обратно в город Тома останавливает дорожный полицейский, и, угрожая оружием, требует выйти из машины. По словам полицейского, он выполняет указание инспектора полиции Тимоти Донована (Клифф Кларк), который разослал телеграмму с поручением арестовать Тома по делу об убийстве банковского курьера и краже 250 000 долларов в военных облигациях. Полицейский указывает на пулевые отверстия на машине Тома, после чего доставляет его к Доновану. Том объясняет, что облигации нельзя обналичить, поэтому ему не было смысла их красть. В свою очередь Донован заявляет, что у него есть шесть свидетелей, которые видели его на месте преступления и даже записали номер его машины и опознали по фото. Том с ходу придумывает алиби, что в момент ограбления он был с Маршей Брукс. Полиция приводит Маршу, которая заявляет, что это неправда. Тогда Том говорит, что это была другая женщина, имя которой он не может назвать. Донован в это не верит, между тем, Марша неожиданно для полиции подтверждает, что видела Тома с этой таинственной женщиной в его офисе, но её имени она не знает. После этого Том рассказывает, что эта дама отвезла его в коктейль-бар, где он получил по голове. Том предлагает Доновану проехать в этот бар и попробовать разобраться на месте.
Вместе с копами Том, Марша и Голди подъезжают к месту, где располагался бар. Теперь там работает добровольное швейное общество, и встретившая их миссис Джеральдин Липтон (Уинн Гибсон) утверждает, что они занимают это помещение уже в течение трёх месяцев, и никакого бара здесь не было. Пока Том вместе с Донованом подходит к полицейской машине, Голди незаметно извлекает из неё ключ зажигания, подкладывая его в карман Донована, а затем указывает на спущенное колесо. Пока детективы осматривают колесо, Том вместе с Голди и Маршей уезжают.
Сразу после отъезда полиции они снова подъезжают к бару. Том говорит, что единственной ниточкой для них сейчас является миссис Липтон, женщина, которая управляет этим местом. Том просит Маршу обратиться в швейное общество в качестве волонтёра, что не должно вызвать у миссис Липтон подозрений. На приёме миссис Липтон объясняет Марше условия работы и просит заполнить анкету. Пока миссис Липтон уходит для разговора с членами общества, Джейн роется в её документах, выясняя, что она проживает в гостинице «Пайнкрест» в Гринридже. Получив адрес миссис Липтон, Том вместе с Голди приезжает в эту гостиницу, где Том регистрируется как мистер Хемингуэй. Голди и Том видят афишу, информирующую, что в гостинице ежедневно проходят выступления Смайли Дугана (Эдгар Кеннеди) с его куклами. Вскоре в холле они замечают, как Смайли передаёт конверт с деньгами гостиничному детективу Бранагану (Джордж Ллойд) с просьбой взять их на хранение. В холле гостиницы Том замечает Мию Бругер. Пока Бранаган пытается выяснить личность Тома, тот незаметно крадёт у него конверт с деньгами. После этого с подачи Голди Бранаган задерживает Тома и ведёт его в кабинет управляющего.
Тем временем в своём кабинете управляющая гостиницей Гвинн Грегори (Харриет Хиллиард) обещает мистеру Бруно Стеффану (Андре Шарло), интеллигентному мужчине в кресле-каталке, самое комфортное пребывание в его новом номере «люкс». Когда Стеффена увозят, Бренаган вталкивает в кабинет Тома, обвиняя его в краже. Следом появляется Голди, выдавая себя за инспектора полиции. Обыскав Бранагана, Голди находит у него в кармане конверт с деньгами, называя его известным гостиничным вором. Мисс Грегори увольняет Бранагана и умоляет Тома ничего не говорить об этом инциденте прессе. Выставив Бранагана, мисс Грегори любезничает с Томом, который предлагает ей нанять в качестве нового детектива Голди Локка. Выйдя из кабинета Гвинн, Том и Голди видят Мию, к которой на коляске подвозят Стеффена, и они о чём-то шепчутся. Том подходит к знакомому ему Рики Дэвису (Эрфорд Гейдж), который возит коляску Стеффена, однако Рики утверждает, что он Альберт Джонс. Том говорит, что с двумя тюремными сроками его не могли взять медбратом, но Рики возражает, что он чист. Тогда Том советует ему более тщательно спрятать торчащий из-под одежды пистолет.
Затем Том подходит к Мие, прерывая её разговор со Стеффеном. Она пытается сделать вид, что не знает Тома, однако он опровергает это. Мия направляется к бассейну, и Том идёт вслед за ней. Не желая разговаривать с Томом, Мия ныряет в воду. Том продолжает задавать вопросы о том, зачем она к нему приходила, зачем его машину засветили на месте ограбления, и зачем она связалась с такими типами, как Рики Дэвис. В тот момент, когда Миа прыгает с трамплина, раздаётся выстрел, и её убивают. Том предполагает, что стреляли из одного из павильонов, окружающих бассейн. Зайдя в первое помещение, Том видит, что там идёт кукольное шоу. Голди заходит в комнату, откуда Смайли ведёт кукольный спектакль, и, услышав угрожающий текст, набрасывается на него. К радости зрителей, Смайли выбрасывает Голди на сцену.
Тем временем Том тихо открывает дверь в другую комнату, где слышит, как Гвинн говорит Рики о своём отчаянии и опасении, что кто-то обо всём узнает. После появления Тома Рики немедленно исчезает. Том обращает внимание Гвинн, что из её окна отлично виден трамплин у бассейна, и эти слова Гвинн явно настораживают. Кроме того, Том поднимает с пола гильзу от пули. После этого Том уходит, напоминая Гвинн, что только что был застрелен один из гостей отеля. В кустах около бассейна Голди замечает Смайли, который поясняет, что ищет улики. Когда Голди и Смайли едва не сцепляются в драке, их разнимает местный шериф (Олин Хоуленд). В этот момент появляется Марша, отвлекая шерифа под предлогом интервью с ним. Озабоченная Гвинн звонит кому-то, требуя немедленно встретиться через 10 минут. У её дверей разговор подслушивает Том, который затем следует за ней. Когда Гвинн собирается уехать на велосипеде, Том останавливает её. В этот момент появляется Марша, которую Том представляет как свою племянницу. Том берёт для починки портсигар Гвинн, передавая его затем Марше для проверки отпечатков пальцев. Том говорит, что считает Гвинн подозреваемой номер один. Когда Марша отвечает, что не верит ему, Том целует её.
Том вслед за Гвинн едет на велосипеде по дороге, и они останавливаются у пруда. На её вопрос, кто он такой, Том рассказывает, что он занимался многими вещами. Он и солдат, и игрок, и военный корреспондент. У него нет романтики, терпения и денег. Он предпочитает получать информацию без участия полиции, и любит ввязываться в опасные предприятия. Затем Том показывает Гвинн найденную гильзу от пули, говоря, что хочет поймать того, кто за этим стоит. Гвинн даёт Тому понять, что не может ему помочь. Увидев стоящую за углом машину, Гвинн говорит, что возвращается назад. Машина мчится на них, и в последний момент Том сталкивает Гвинн с дороги, спасая ей жизнь. Затем, притворившись раненым, он спрашивает её, кто убил Мию Бругер. Гвинн отталкивает его и убегает. Взяв её велосипед, Том возвращается в гостиницу, где его встречает Голди.
На парковке Том показывает Голди машину, которая только что сбила его велосипед. Когда Том пытается заглянуть в салон, чтобы выяснить имя владельца, на своей коляске подъезжает Стеффен, который говорит, что последний раз пользовался машиной вчера вечером, но сам он управлять ей не может. Подходит Рики, который просит Стеффена дать ему ключи от машины, чтобы съездить в город за лекарством. Стеффен лезет в карман, а затем говорит Рики, что тот может съездить и завтра. Рики увозит Стеффена. Том понимает, что раз у Рики не было ключей, то надо проверить Стеффена. Ночью Том и Голди проникают в его комнату в поисках облигаций. Спрятавшись, они видят, как в комнату заходит Смайли Дуган. Он объясняет, что услышал из этой комнаты голоса и пришёл проверить, кто здесь разговаривает по-английски. Дуган говорит, что проработал в гостинице всё лето после выхода на пенсию из театра кукол. Он рассказывает, что Стеффен, который тратит привезённые из Европы деньги, кажется ему подозрительным. Его возмущают также дамы в бриллиантах в холле, и мисс Грегори, которая управляет гостиницей в купальнике и катается на велосипеде. По мнению Смайли, их всех надо заставить тяжело работать и экономить. После ухода Смайли Том быстро роется в столе, но в этот момент появляется Стеффен, который достаёт пистолет, требуя вызвать полицию, однако связь не работает. После этого Стеффен жалуется, что повсюду, куда он приезжает, его преследуют, пытаясь заполучить его деньги, и он не знает, к кому обратиться за помощью. Том советует ему для начала разобраться со своим медбратом, а затем объясняет, что они с Голди пытались найти в комнате улики, связанные с убийством. После этого, извинившись, Том и Голди уходят.
Инспектор Донован и детектив Бейтс (Эдвард Гэрган) приезжают в гостиницу, выясняя, зарегистрирован ли в ней Том Лоуренс, однако человека с такой фамилией в списках нет. Донован говорит, что кто-то позвонил ему по телефону, сообщив, что Том здесь. Находящийся рядом Смайли изъявляет готовность проводить их к Тому, которого узнал как Сокола по фотографии в газете. Донован арестовывает Тома по подозрению в вооружённом ограблении и за оказание сопротивления полиции. Смайли добавляет, что Том подозревается ещё и в убийстве. Инспектор заявляет Тому, что убийство Мии ему действительно на руку, так как он использовал её в качестве своего алиби. Том в ответ замечает, что эта гостиница находится вне юрисдикции Донована. В итоге, не найдя местного шерифа, детективы вынуждены ретироваться. Появляется Марша, которая сообщает, что по отпечатку пальца удалось установить, что он принадлежит даме, известной как Герцогиня, королева подпольного мира, которая трижды привлекалась к уголовной ответственности за кражи и мошенничество, в том числе, с облигациями. Том полагает, что мисс Грегори слишком молода, чтобы иметь такое уголовное прошлое. Он звонит своему слуге Джерри, намереваясь использовать его как наживку.
Обращаясь по телефону от имени прибывшего в Нью-Йорк высокопоставленного представителя китайской торговой делегации мистера Вонга, Том изменённым голосом просит забронировать для него номер. Гвинн лично встречает прибывшего Джерри, который выдаёт себя за Вонга, размещая его в лучшем номере. Раздав щедрые чаевые, Джерри заказывает у Гвинн элитное шампанское и чёрную икру. Некоторое время спустя Том направляет Джерри к Стеффену, который во дворике играет в шахматы. Они садятся сыграть партию, и в ходе игры Стеффен говорит, что единственным надёжным вложением его денег была бы покупка военных облигаций. Стеффен предлагает Джерри купить военные облигации прямо здесь в гостинице. По его словам, как раз сегодня утром он говорил об этом с управляющей гостиницей. Джерри приходит к мисс Грегори, заявляя, что готов вложить в облигации 80 тысяч долларов. Когда Гвинн отвечает, что может принять деньги чеком или наличными прямо сейчас, входят Том вместе с Маршей и Голди, называя её Герцогиней. Они объясняют, что по портсигару вычислили её прошлое. Гвинн приглашает администратора гостиницы Аргайла (Байрон Фолджер), который сообщает, что этот портсигар хранился у них в камере находок. После этого Гвинн просит всю троицу покинуть гостиницу. Перед уходом Том незаметно забирает портсигар, и просит Гвинн быть осторожной, так как понимает, что она замешана.
Выйдя из кабинета, они видят, что в гостиницу приехала миссис Липтон. Том подходит к ней, напоминая, что они встречались в швейном клубе, а затем незаметно подкладывает ей портсигар, который миссис Липтон признаёт своим. После этого Том разоблачает её как Герцогиню и просит Голди задержать её. В этот момент появляются Донован, Бейтс и местный шериф с намерением арестовать Тома. Том заявляет им, что дело раскрыто, представляя им Герцогиню, а у неё в сумке, по словам Голди, находятся украденные облигации. Когда их там не оказывается, Том изъявляет готовность проехать с инспектором и написать полное признание. Задерживают также Маршу и Джерри. В машине Том объясняет Доновану, что тот только что сорвал важнейшую операцию. По словам Тома, он может снять с себя обвинения, только задержав миссис Липтон с облигациями. Том уговаривает инспектора дать ему пятнадцать минут, чтобы раскрыть это дело. Получив отказ, Том вынимает ключ зажигания и делает вид, что выбрасывает его в окно. Когда машина останавливается, оба детектива выходят на поиски ключа, а Том в этот момент заводит машину спрятанным в руке ключом и уезжает.
К своём кабинете Гвинн обвиняет миссис Липтон и Рики в том, что они спекулируют военными облигациями. Герцогиня говорит ей, что если вскроется их афера, то Гвинн тоже будет обвинена, так что ей сейчас лучше остаться в деле. Когда Гвинн заявляет, что знает достаточно, чтобы помешать их афере, Рики требует от неё довести сделку до конца, предупреждая, что будет следить за ней. Он выходит на улицу, и оттуда с пистолетом в руке наблюдает за происходящим через окно. Тем временем в кабинете Герцогиня и Гвинн ведут переговоры со Стеффеном. Когда Стеффен собирается сходить за деньгами для оплаты облигаций, Гвинн выражает готовность его сопроводить, однако миссис Липтон просит её остаться. После того, как Стеффен уходит, в комнате появляется Том. Гвинн просит его уйти, опасаясь, что его застрелит Рики, однако Герцогиня останавливает её. Том спрашивает, почему Герцогиня пыталась подставить в ограблении именно его, на что она отвечает, что это месть за то, что он в своё время посадил Рики в тюрьму. Том догадывается, что и его машиной управлял именно Рики. Том соглашается скрыть известные ему факты о краже облигаций, прося за это 5 тысяч долларов. Герцогиня с ним сразу же рассчитывается, давая часть суммы. Забрав деньги, Том говорит, что всё равно позвонит в полицию, после чего Герцогиня зовёт Рики. Тот врывается в комнату с пистолетом, однако кто-то стреляет ему в спину, и Рики падает. Том гасит свет, после чего выбегает во двор, однако там никого нет.
Том выясняет у Гвинн, что в своё время она была замужем за Рики, не зная о том, что он сбежал из тюрьмы. Полиция поймала Рики и отправила обратно в тюрьму. Когда он снова вышел на свободу, то начал шантажировать её. Однако это не объясняет, зачем Рики было убивать Мию. Герцогиня уверяет, что Рики её не убивал, тогда, как догадывается Том, это мог сделать кто-то из старых врагов Герцогини, кто поставил цель разрушить её дело. Предположив, кто это может быть, Том просит Герцогиню вернуться в свой номер и запереться. Сам Том вместе с Гвинн садится в лифт, однако в этот момент свет гаснет и лифт останавливается между этажами. Том догадывается, что убийцей является тот, кто отлично знает гостиницу, и это Смайли Дуган. Хотя в момент убийства Смайли давал шоу, Том говорит, что нельзя принимать на веру даже очевидные вещи. Вместе с Гвинн он поднимается на крышу лифта, открывает двери и выбирается на этаж. В этот момент в концертном зале идёт кукольное шоу, однако, зайдя с обратной стороны сцены, они видят, что куклами управляет специально разработанный механизм, а Смайли там нет. Том решает, что сейчас Смайли скорее всего охотится за миссис Липтон.
Тем временем Стеффен въезжает в кабинет Гвинн, видя труп убитого и пистолет около него. Он звонит администратору, который поднимает крик, что произошло убийство. В гостиницу возвращаются полицейские вместе с Голди и Маршей. Когда Герцогиня заканчивает сбор своих вещей, она слышит, как Смайли забирается к ней через окно. Герцогиня бежит к двери, но он догоняет и останавливает её. Смайли напоминает Герцогине, что пять лет назад она со своей бандой уже украла все заработанные им деньги в Сан-Франциско. Пытаясь уйти от ответственности, Герцогиня сваливает всю вину на Рики и Мию. Смайли говорит, что они за это уже заплатили. Однако во главе их банды стояла именно Герцогиня. Когда Смайли начинает душить её, в комнату врывается Том. Смайли пытается стрелять, однако Том отводит его руку, после чего Смайли убегает. Он забирается на крышу дома, и Том преследует его. Выстрелив несколько раз, Смайли лезет ещё выше, однако в итоге срывается и падает на землю.
Детективы сверяют найденные у Герцогини облигации. Когда Том с Маршей уже собираются отметить завершение дела в ресторане, к нему подбегает привлекательная испанка (Джин Брукс) с просьбой помочь разобраться в деле об убийстве, и он уходит вместе с ней.

## В ролях
- Том Конуэй — Том Лоуренс
- Харриет Хиллиард — Гвинн Грегори
- Джейн Рэндольф — Марша Брукс
- Эдгар Кеннеди — Смайли Дуган
- Клифф Эдвардс — Голди Локк
- Рита Кордэй — Миа Бругер
- Эрфорд Гейдж — Рики Дэвис
- Уинн Гибсон — Джеральдин Х. Липтон
- Андре Шарло — Бруно Стеффен
- Ричард Лу — Джерри
- Клифф Кларк — инспектор полиции Тимоти Донован
- Эдвард Гэрган — детектив Бейтс
- Байрон Фолджер — гостиничный клерк

### В титрах не указаны
- Джин Брукс — испанка
- Олин Хоуленд — шериф
- Фрэнк Фейлен — бродяга

## Создатели фильма и исполнители главных ролей
Это первый и единственный фильм о Соколе в карьере режиссёра Эдварда Дмитрыка, который за свою карьеру, охватившую период с 1935 по 1975 год, поставил 52 фильма. До этой картины Дмитрык поставил серию фильмов категории В, среди которых детективы «Секреты Одинокого волка» (1941), «Признания Бостонского Блэки» (1941) и «Контршпионаж» (1942). Позднее Дмитрык добился успеха благодаря таким успешным картинах, как фильмы нуар «Это убийство, моя милочка» (1944), «Перекрёстный огонь» (1947, номинация на «Оскар» лучшему режиссёру) и «Наваждение» (1949), а также военные драмы «Бунт на «Кейне»» (1954) и «Молодые львы» (1958).
Том Конуэй, брат Джорджа Сандерса, который изначально исполнял роль Сокола в этом цикле фильмов, появляется в этой роли во второй раз. Всего в период 1942—1946 годов Конуэй сыграл Сокола в десяти фильмах цикла. Другими наиболее удачными фильмами Конуэя стали «Люди-кошки» (1942), «Я гуляла с зомби» (1943), «Седьмая жертва» (1943), «Кураж в два часа» (1945) и «Повторное исполнение» (1947).
Харриет Хиллиард в период с 1936 по 1944 год сыграла в 16 фильмах, среди которых музыкальные комедии «Следуя за флотом» (1936), «Новые лица 1937 года» (1937) и «Жизнь актёров» (1937), а также детективная комедия «Признания Бостонского Блэки» (1941). Позднее актриса добилась наибольшего успеха в своей карьере, когда под именем Харриетт Нельсон стала играть одну из главных ролей в чрезвычайно популярном ситкоме «Приключения Оззи и Харриет» (1952—1966, 435 эпизодов).

## История создания и проката фильма
Это пятый из 13 оригинальных фильмов о Соколе, которая студия RKO Radio Pictures выпустила в период 1941—1946 годов.
В этом фильме Том Конуэй во второй раз появляется в роли сыщика-любителя Тома Лоуренса по прозвищу Сокол.
Рабочее название этого фильма - «Сокол возвращается» (англ. The Falcon Comes Back).
Фильм находился в производстве с 19 января по начало февраля 1943 года, премьера в Нью-Йорке состоялась 1 апреля 1943 года, фильм вышел в широкий прокат 7 мая 1943 года.
Для фильма категории В картина принесла очень приличную прибыль - более 120 000 долларов.

## Оценка фильма критикой
После выхода фильма на экраны кинокритик «Нью-Йорк Таймс» Теодор Страусс обратил внимание на то, что роль Сокола вместо Джорджа Сандерса играет его брат Том Конуэй, «который выглядит как Сандерс, звучит как Сандерс, но в меньшей степени актёр — в результате получается своего рода двойная экспозиция с небольшой потерей фокуса». Во-вторых, по мнению Страусса, было очень странно видеть как Эдгар Кеннеди после стольких лет исполнения комедийных ролей, здесь «оказывается маниакальным убийцей, а это равносильно тому, чтобы обнаружить Дональда Дака в группе опасных преступников». Как далее пишет Страусс, «помимо этих двух неприятных моментов фильм вряд ли стоит того, чтобы о нём беспокоиться. Сокол арестовывает банду похитителей облигаций на фоне стандартной нормы убийств и погромов, хотя отсутствие саспенса потрясает».
Современные историки кино в основном позитивно оценивают картину. Так, Хэл Эриксон назвал её «атмосферно поставленным фильмом режиссёра Эдварда Дмитрыка», который вскоре перейдёт «на более масштабные проекты», а по мнению Денниса Шварца, «это одна из лучших криминальных драм в сериале о Соколе». Дерек Виннерт также считает, что этот «фильм немного выше среднего уровня в серии о Соколе». Как пишет критик, «хороший актёрский состав плюс точная и быстрая режиссура Эдварда Дмитрыка помогают этому небольшому, но интересному детективу быть полностью захватывающим».
Как отметил киновед Фрэнк Миллер, это "первое полностью самостоятельное дело учтивого детектива Тома Лоуренса (Том Конуэй) после того, как он сменил своего брата Гая (которого сыграл настоящий брат Конуэя Джордж Сандерс в пяти предыдущих фильмах). По мнению критика, этот фильм обеспечивает зрителю «стремительный поток острых и комедийных ощущений». Кроме того, «он немного более стильный, чем большинство других в этом цикле, и за это надо поблагодарить режиссера Эдварда Дмитрыка, который поставил его за год до этого, как добился успеха со своим влиятельным фильмом нуар „Это убийство, моя милочка“ (1944)». Как далее пишет киновед, «как обычно, Конуэю приходится иметь дело со множеством красивых женщин, включая Харриетт Хиллиард, Риту Кордэй, Джейн Рэндольф в роли его подруги-репортера, а также Уинн Гибсон в роли подозрительной руководительницы швейного кружка».